# 23 جمادى الآخرة
- السبت
- الأحد
- الاثنين
- الثلاثاء
- الأربعاء
- الخميس
- الجمعة

- 2830 نوفمبر 2024
- 291 ديسمبر 2024
- 12 ديسمبر 2024
- 23 ديسمبر 2024
- 34 ديسمبر 2024
- 45 ديسمبر 2024
- 56 ديسمبر 2024
- 67 ديسمبر 2024
- 78 ديسمبر 2024
- 89 ديسمبر 2024
- 910 ديسمبر 2024
- 1011 ديسمبر 2024
- 1112 ديسمبر 2024
- 1213 ديسمبر 2024
- 1314 ديسمبر 2024
- 1415 ديسمبر 2024
- 1516 ديسمبر 2024
- 1617 ديسمبر 2024
- 1718 ديسمبر 2024
- 1819 ديسمبر 2024
- 1920 ديسمبر 2024
- 2021 ديسمبر 2024
- 2122 ديسمبر 2024
- 2223 ديسمبر 2024
- 2324 ديسمبر 2024
- 2425 ديسمبر 2024
- 2526 ديسمبر 2024
- 2627 ديسمبر 2024
- 2728 ديسمبر 2024
- 2829 ديسمبر 2024
- 2930 ديسمبر 2024
- 3031 ديسمبر 2024
- 11 يناير 2025
- 22 يناير 2025
- 33 يناير 2025

23 جُمادى الآخرة أو 23 جُمادی‌ الثانية أو يوم 23 \ 6 (اليوم الثالث والعُشرون من الشهر السادس) هو اليوم الحادي والسبعون بعد المائة (171) من أيَّام السنة (أو الثاني والسبعون بعد المائة لو كان شهر ربيع الآخر مُتممًا لليوم الثلاثين أو الثالث والسبعون بعد المائة لو أتم كلاً من صفر وربيع الآخر ثلاثين يوماً) وفق التقويم الهجري القمري (العربي). يبقى بعده 183 أو 184 يومًا لانتهاء السنة.

## أحداث
- 1040 هـ - بدأ العمل في عمارة الكعبة البناء الأخير والحالي في عهد السلطان العثماني مراد الرابع.
- 1326 هـ - السلطان عبد الحميد الثاني يصدر قرارًا بإعادة العمل بالدستور وإحياء النشاط النيابي (مجلس المبعوثان).
- 1328 هـ - الدولة العثمانية تنشر «قانون الكنائس» الذي صار حكمًا بين الأقليات البلغارية، والصربية، واليونانية الموجودة في مقدونيا في منطقة البلقان.
- 1331 هـ - الدولة العثمانية توقع على معاهدة لندن التي أنهت الحرب البلقانية، وتعدّ هذه المعاهدة من أقسى المعاهدات التي وقع عليها العثمانيون طوال تاريخهم؛ لأنها أخرجت العديد من دول البلقان من عباءة العثمانيين.
- 1344 هـ - تنصيب عبد العزيز بن عبد الرحمن آل سعود ملكا على الحجاز في الحرم المكي، وأصبح يتلقب بملك الحجاز ونجد، بعد أن كان لقبه «سلطان نجد».
- 1350 هـ - القوات البريطانية تقمع بعنف تمرد للمسلمين في كشمير.
- 1377 هـ - هولندا تفتتح سفارتها بإسرائيل في القدس لتكون أول بلد يفتتح سفارة بلده في المدينة.
- 1411 هـ - وزير الخارجية الأمريكي جيمس بيكر يعلن فشل المحادثات بينه وبين وزير الخارجية العراقي طارق عزيز وذلك لعدم إيجاد مرونة من العراق للاستجابة لقرارات مجلس الأمن الدولي لانسحاب العراق من الكويت، ويذكر أن هناك سوء فهم عراقي للرد الدولي على غزو الكويت وأنه لم يسمع شيئًا من عزيز يشير إلى أن العراق سينسحب من الكويت.
- 1417 هـ - الرئيس الباكستاني فاروق ليغاري يعزل بنظير بوتو رئيسة الوزراء الباكستانية لاتهامها بالفساد، ويقوم بحل الجمعية الوطنية، ويعلن تحديد 26 رمضان 1417هـ موعدًا للانتخابات الجديدة.
- 1422 هـ - الولايات المتحدة تتعرض لسلسلة من الهجمات، تركزت في كل من واشنطن ونيويورك وبنسلفانيا، وبدأت هذه الهجمات باصطدام طائرتين من طراز بوينغ بمركز التجارة العالمي -أعلى مبنى في العالم- بحي مانهاتن بولاية نيويورك الأمريكية، وقُتل في الهجمات 3062 شخصًا. اتُّهم تنظيم القاعدة بقيادة أسامة بن لادن بتدبير هذه الانفجارات، وكانت هذه الهجمات دافع أمريكا لإعلان الحرب على الإرهاب.
- 1424 هـ - القوات الأمريكية تلقي القبض على القيادي في حزب البعث وابن عم الرئيس العراقي السابق صدام حسين علي حسن المجيد.
- 1430 هـ - مقتل 28 شخصًا على الأقل خلال قمع مظاهرات احتجاجية في إيران على خلفية إعلان نتيجة الانتخابات الرئاسية التي فاز بموجبها محمود أحمدي نجاد.
- 1431 هـ - مقتل عشرات الأشخاص في الهند وباكستان وعُمان جراء الرياح العاتية والفياضانات والسيول التي سببها إعصار فيت، الذي اعتبر أقوى إعصار يشهده حوض بحر العرب منذ قرون.
- 1442 هـ - انتخاب محمد المنفي رئيسًا للمجلس الرئاسي الليبي وعبد الحميد الدبيبة رئيسًا للحكومة بعد انتهاء أعمال منتدى الحوار السياسي الليبي.

## مواليد
- 1314 هـ - فرخ الخراساني، شاعر إيراني.
- 1321 هـ - عبد الرحمن مامي، طبيب وسياسي تونسي.
- 1325 هـ - محمد الحليوي، شاعر تونسي قيرواني.
- 1328 هـ - محمود حسن إسماعيل، أحد رواد الشعر الرومانسي.
- 1373 هـ -
  - رجب طيب أردوغان، رئيس الجمهورية التركي.
  - طلعت السادات، سياسي ومحامي مصري.
- 1384 هـ - سلوى محمد علي، ممثلة مصرية.
- 1407 هـ - طلال العامر، لاعب كرة قدم كويتي.

## وفيات
- 1307هـ - خليفة بن سعيد، ثالث سلاطين زنجبار.
- 1436هـ - عصام بريدي، ممثل ومغني لبناني.

## وصلات خارجية
- موقع قصة الإسلام: حدث في شهر جُمادى الآخرة.